# Еріксон Любін
Еріксон Любін (англ. Erickson Lubin; 1 жовтня 1995, Орландо, США) — американський боксер-професіонал гаїтянського походження, що виступає в першій середній ваговій категорії. Найперспективніший боксер року за версією авторитетного журналу «The Ring» (2016).

## Біографія
Любін народився в сім'ї іммігрантів гаїтян в Орландо, Флорида, де він виріс як любитель боксу, обожнюючий Оскара Де Ла Хою і багатьох інших. Любін розглядався, як реальний кандидат на виступ на Олімпійських іграх 2016 року, але замість цього він пішов у профі.

## Професійна кар'єра
Дебютував 26 листопада 2013 року проти пуерториканця Еріка де Ісуса, вигравши нокаутом в 1 раунді. 14 листопада 2014 виграв одноголосним рішенням суддів бій за титул WBC FECARBOX проти мексиканця Норберто Гонсалеза.
14 жовтня 2017 року програв нокаутом у першому раунді титульний бій за звання чемпіона WBC у першій середній вазі співвітчизнику Джермеллу Чарло.

### Таблиця боїв
| 26 Перемог (18 нокаутом, 7 за рішенням суддів), 2 Поразки (2 нокаутом, 0 за рішенням суддів) |                             |        |              |                 |                                                |                                                                         |
| Рез.                                                                                         | Суперник                    | Спосіб | Раунд, Час   | Дата            | Місце проведення                               | Примітки                                                                |
| 26-2                                                                                         | Хесус Рамос (20-0)          | UD     | 12           | 30 вересня 2023 | Ті-Мобіл Арена, Лас-Вегас                      |                                                                         |
| 25-2                                                                                         | Луїс Аріас (20-3-1)         | TKO    | 4 (12)       | 24 червня 2023  | Armory, Міннеаполіс, Міннесота                 |                                                                         |
| 24-2                                                                                         | Себастьян Фундора (18-0-1)  | RTD    | 9 (12)       | 9 квітня 2022   | Virgin Hotels, Парадайз, Невада                | Бій за титул «тимчасового» чемпіона світу WBC у першій середній вазі    |
| 24-1                                                                                         | Джейсон Росаріо (20-2-1)    | KO     | 6 (12)       | 26 червня 2021  | State Farm Arena, Атланта, Джорджія            | Захистив титул чемпіона світу WBC Silver у першій середній вазі         |
| 23-1                                                                                         | Террелл Гоше (21-1-1)       | UD     | 12           | 19 вересня 2020 | Mohegan Sun Casino, Анкасвілл, Коннектикут     | Виграв вакантний титул чемпіона світу WBC Silver у першій середній вазі |
| 22-1                                                                                         | Натаніель Галлімор (21-3-1) | UD     | 10           | 26 жовтня 2019  | Santander Arena, Редінг, Пенсільванія          |                                                                         |
| 21-1                                                                                         | Закарія Атто (29-6-2)       | TKO    | 4 (12)       | 29 червня 2019  | NRG Arena, Х'юстон, Техас                      |                                                                         |
| 20-1                                                                                         | Іше Сміт (29-10)            | RTD    | 3 (10)       | 9 лютого 2019   | Dignity Health Sports Park, Карсон, Каліфорнія |                                                                         |
| 19-1                                                                                         | Сілверіо Ортіс (37-21)      | TKO    | 4 (10)       | 28 квітня 2018  | Don Haskins Convention Center, Ель-Пасо, Техас |                                                                         |
| 18-1                                                                                         | Джермелл Чарло (29-0)       | KO     | 1 (12)       | 14 жовтня 2017  | Барклайс-центр, Барклайс-центр, Нью-Йорк       | Бій за титул чемпіона світу WBC у першій середній вазі                  |
| 18-0                                                                                         | Хорхе Кота (25-1-0)         | TKO    | 4 (12), 1:25 | 4 березня 2017  | Барклайс-центр, Барклайс-центр, Нью-Йорк       |                                                                         |